# Odostomia plicata
Odostomia plicata är en snäckart som först beskrevs av Montagu 1803.  Odostomia plicata ingår i släktet Odostomia och familjen Pyramidellidae. Inga underarter finns listade i Catalogue of Life.